# 卢纳诺
卢纳诺（義大利語：Lunano），是意大利佩萨罗-乌尔比诺省的一个市镇。总面积14.62平方公里，人口1450人，人口密度99.2人/平方公里（2008年）。ISTAT代码为041022。